# Sigurd Jorsalfar (Grieg)
Sigurd Jorsalfar je scenska glazba koju je Edvard Grieg skladao za istoimenu dramu Bjørnstjernea Bjørnsona. Tema drame je odnos dvojice braće, norveških kraljeva Øysteina i Sigurda. Iz scenske glazbe Grieg je tri stavka izdvojio u istoimenu suitu, a zatim i proširio scensku glazbu.

## Nastanak
Edvard Hagerup Grieg je bio norveški skladatelj, pijanist i dirigent iz razdoblja romantizma. Većina Griegovog opusa, zasnovanog na norveškom folkloru, su pjesme, romanse, klavirska djela i komorna glazba. Za djela većeg obujma nije pokazivao interes, iako Koncert za klavir i orkestar u a-molu op. 16 i scenska glazba "Peer Gynt" (dvije suite iz nje) spadaju među najpopularnije njegove skladbe.
Norveški kralj Sigurd I. (1090. – 1130., vladao od 1103. do smrti) poznat je i kao Sigurd Križar, odnosno na norveškom Sigurd Jorsalfar. Pod tim je naslovom Bjørnstjerne Bjørnson 1872. godine napisao dramu čija je tema odnos dvojice braće, Øysteina i Sigurda. Øystein ostaje da vlada u Norveškoj a Sigurd vodi Norvežane u Križarski rat. Lik u drami je i Borghild, koja se treba opredijeliti između njih dvojice.
Grieg je za Bjørnsonovu dramu napisao scensku glazbu, koja je u drami premijerno izvedena u Oslu (tadašnja Kristijanija) 10. travnja 1872. godine. Prvobitna verzija imala je tri instrumentalna i dva vokalna stavka, a iza premijere objavljena je kao op. 22. Iz te scenske glazbe, Grieg je tri stavka preradio u istoimenu suitu, koja je 1892. objavljena kao op. 56. Kasnije (1892. i 1903.) je suita korištena za revidiranu scensku glazbu, koja se u tom obliku i danas izvodi.

## O glazbi
Orkestracija: tenor ili bariton, muški zbor i orkestar.
Pregled sastava scenske glazbe i suite
| Sigurd Jorsalfar                                                 |        |             |                      |                                              |                                                  |
| op. 22                                                           | op. 56 | op. 22 (r.) | norveški             | hrvatski                                     | tempo                                            |
|                                                                  |        | –           | Hornsignaler         | Zvuk roga                                    |                                                  |
|                                                                  |        | 1.          | Innledning til Akt I | Preludij 1. čina                             | Molto Andante e maestoso                         |
| 1.                                                               | 2.     | 2.          | Borghilds drøm       | Intermeco: Borghildin san                    | Poco andante – Allegro agitato                   |
| 2.                                                               | 1.     | 3.          | Ved mannjevningen    | Nadmetanje / Preludij: u kraljevskoj dvorani | Allegretto semplice                              |
| 3.                                                               |        | 4.          | Norrønafolket        | Ljudi sa sjevera                             | Allegro moderato e molto energico                |
| 4.                                                               | 3.     | 5.          | Hyldningsmarsj       | Počasni marš                                 | Allegro molto – Allegretto marziale              |
|                                                                  |        | 6.          | Mellomspill I        | Interludij I                                 | Allegretto tranquillo                            |
|                                                                  |        | 7.          | Mellomspill II       | Interludij II                                | Allegretto marziale – Maestoso                   |
| 5.                                                               |        | 8.          | Kongekvadet          | Kraljeva pjesma                              | Poco Andante – Vivace – Molto Andante e maestoso |
| (podebljan tekst: stavci suite; označeni redovi: vokalni stavci) |        |             |                      |                                              |                                                  |

Grieg je u revidiranu scensku glazbu dodao tri stavka, preludij 1. čina i dva intermezza iza počasnog marša. Usto je zamislio Hornsignaler kao zvuk roga koji javlja nekoliko puta u djelu, s više različitih mjesta na sceni.
Preludij 1. čina je orkestarska verzija završne "Kraljeve pjesme".
Preludij suite izvorno je marš koji je bio uvod u drugi čin drame. Baziran je na neobjavljenoj Gavoti za violinu i klavir iz 1867. godine. Marš tiho počinje puhačima i postupno se razvija do snažne završnice s folklornim motivom.
"Borghildin san" izvorno u drami objedinjava preludij i početak radnje. Glazba prati Bjørnsonove scenske instrukcije: tiha glazba počinje prije dizanja zastora, a dok se zastor diže, umornim prigušenim pasažima prikazuje se Borghildin nemirni san, dok se ne pretvori u strah. Ona krikne, budi se i ustaje. Glazba opisuje njene budne misli, koje prestanu kad prošapće "još hodam po usijanom željezu". Glazba je prati dok sanjivo hoda po sobi i zavaljuje se u stolicu [slijedi dugi monolog]. Nastavlja se glazba koja se utišava, a zatim pravi iznenadni posljednji trzaj kad ona stane na noge.
Počasni marš se u drami čuje na početku trećeg čina. To je svečani patriotski marš, izvorno s čelom i trubom, ali je Grieg uveo fanfare na početku i prostrani trio s čežnjivom lirskom temom harfe i gudača.
Uobičajeno trajanje scenske glazbe je oko 35, a suite oko 18 minuta.

## Zanimljivost
U Bergenu je povodom obilježavanja 175. Griegovog rođendana organiziran koncert na kome su izvedena sva Griegova djela, opp. 1–74. Koncert je počeo u 17:30 15. lipnja 2018. godine i završio oko 22 sata sljedećeg dana. Sudjelovali su značajni norveški glazbenici. Koncert je održan na više mjesta u gradu, a čitav koncert prenošen je uživo, kako bi ga posjetioci mogli pratiti. Pritom su posjetioci mogli ponijeti vreće za spavanje i svoju hranu.